# Rudolf Kurtz (Politiker)

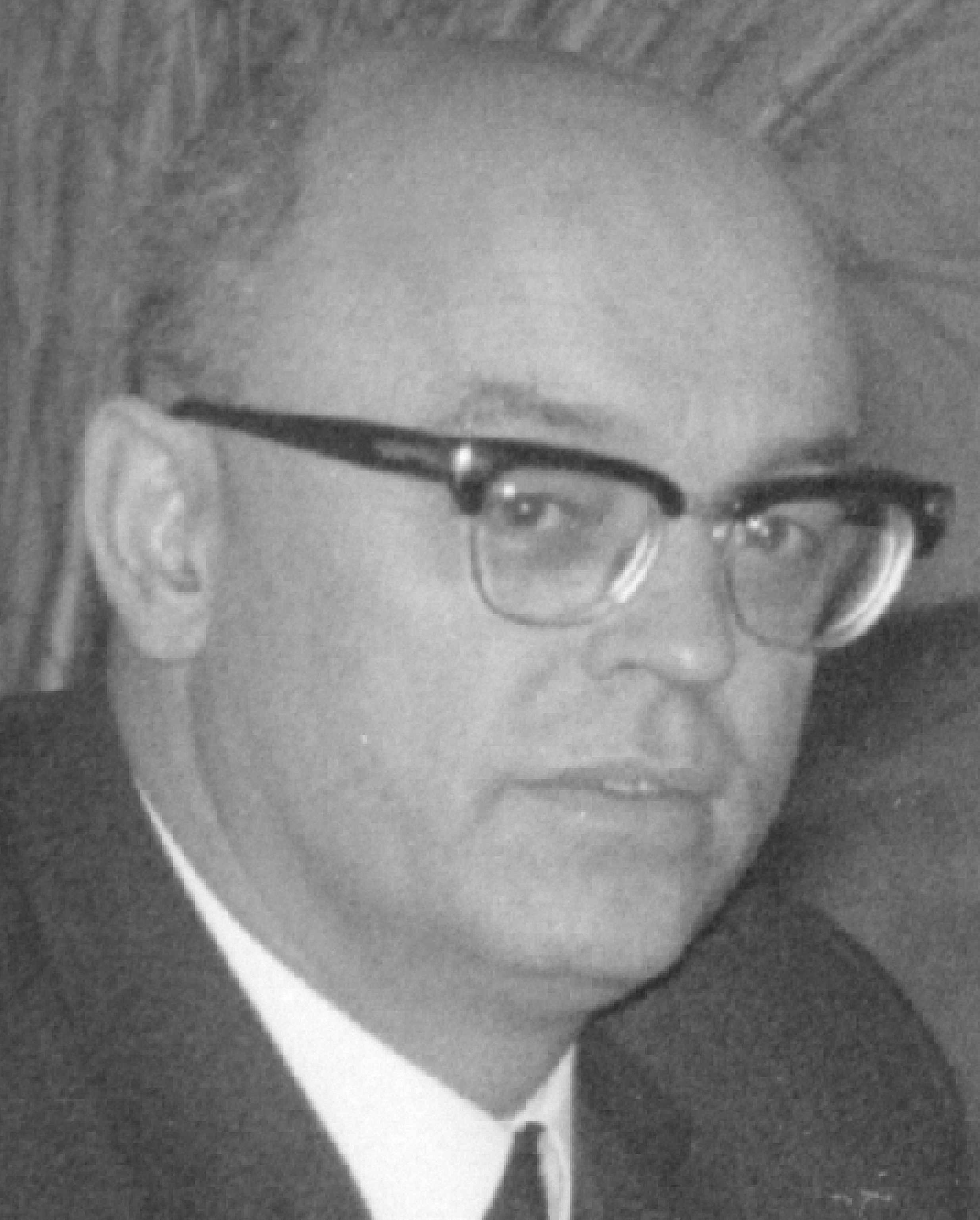
Porträt Dr. Rudolf Kurtz (1910–1987), Politiker, Oberursel

Rudolf Kurtz (* 20. Oktober 1910 in Niederleschen (Leszno Dolne), Schlesien; † 3. April 1987) war ein hessischer Politiker (CDU) und Abgeordneter des Hessischen Landtags.

## Ausbildung und Beruf
Nach dem Abitur studierte Rudolf Kurtz Mathematik und Physik an der Universität Breslau und promovierte dort zum Dr. Ing.
1937 bis 1939 wissenschaftlicher Mitarbeiter an der Technischen Hochschule Breslau. Ab 1939 folgten Kriegsdienst und Kriegsgefangenschaft, bis er 1947 als Dozent, 1949 als Baurat, 1967 als Baudirektor an der Staatlichen Ingenieurschule und 1973 als Professor an zur Fachhochschule gewordenen Ingenieurschule in Frankfurt am Main wieder in seinem Beruf arbeiten konnte.

## Politik
1960 bis 1985 war Rudolf Kurtz Mitglied des Kreistags des Obertaunuskreises und des Hochtaunuskreises, von 1960 bis 1977 Vorsitzender der CDU-Fraktion, von 1977 bis 1985 Kreistagsvorsitzender. Vom 1. Dezember 1958 bis zum 30. November 1974 war er Mitglied des Hessischen Landtags und dort in den haushalts- und kulturpolitischen Ausschüssen und als Ausschussvorsitzender im Ausschuss für Fragen des öffentlichen Dienstes tätig. Er wurde 1963 Mitglied der Verbandsversammlung der Regionalen Planungsgemeinschaft Untermain und 1977 deren Präsident.
1969 und 1974 war  er Mitglied der 5. bzw. 6. Bundesversammlung. Von 1965 bis 1974 gehörte er dem Bundeskulturausschuss der CDU Deutschlands an.

## Ehrungen
- 1973: Verdienstkreuz 1. Klasse der Bundesrepublik Deutschland[4]
- 1980: Großes Verdienstkreuz der Bundesrepublik Deutschland